# Brothers in Arms: Earned in Blood
Brothers in Arms: Earned in Blood je akční počítačová hra z pohledu první osoby, navazující na předchozí díl BiA: Road to Hill 30.

## Příběh
Děj se odehrává za druhé světové války, během Operace Overlord. Hra je založena na skutečných událostech a svědectvích vojáků.
Hráč však již nehraje za seržanta Bakera, nýbrž za seržanta Hartsocka, který během hry vypráví svůj příběh plukovníku Marshallovi.
Hra je rozdělena prostřednictvím tří intermezz do tří části. První část se odehrává od výsadku ze Dne D až po chvíli, kdy je Hartsock povýšen z desátníka na seržanta.
Druhá část pojednává od dobytí zbytku Carentanu (kde skončil RtH 30), do dobytí Baupte. Třetí část je o dobývání města Saint-Sauveur-le-Vicomte, poslední zastávce na cestě do Cherbourgu, přístavu považovaného za životně důležitý pro tažení západní Evropou.

## Postavy
Některé postavy se vyskytly již v RtH 30, jiné jsou však nové. Zatímco v RtH 30 byla smrt spolubojovníků poměrně častá, v EiB zemřou "pouze" dva muži:
- Sgt. Joe Hartsock, přezdívaný "Zrzek"
- Sgt. Seamus Doyle (†)
- Sgt. Matthew Baker
- Cpl. Franklin Paddock
- Cpl. Jacob Campbell
- Pvt. William Paige (†)
- Pvt. Derrick McConnell
- Pvt. Dean Winchell, přezdívaný "Friar"
- Pfc. James Marsh
- Pvt. Michael Garnett
- Pvt. Larry Allen
- Pvt. Mike Desola
- Cpl. Sam Corrion
- Lt. S.L.A. Marshall

Ve hře se vyskytnou i postavy, jako jsou Zanovich, Leggett, McCreary, Cassidy, Johnson či Cole, ale spíše okrajově.

## Týmy
Stejně, jako v RtH 30, i v EiB velí hráč dohromady třem týmům, s výjimkou několika misí, ve kterém nemá hráč pod kontrolou žádné jednotky. Existují tři týmy, které jsou automaticky poskytnuty před každou misí:
- Palebný tým: Je tvořen z vojáků se samonabíjecí puškou M1 Garand, M1 Karabinou, a někdy i samopalem Thompson. Tento tým by měl být užíván pro potlačování nepřítele.

- Útočný tým: Je obvykle tvořen z vojáků s M1 Karabinou a samopalem Thompson. Tento tým může obejít nepřítele a zaútočit na něj, zatímco palebný tým střílí.

- Tankový tým: Hráč má někdy pod kontrolou i tankový tým. Ve hře se vyskytují tanky M4 Sherman (občas i M10 Wolverine či M3 Stuart). Na tanky může hráč vylézt a střílet z kulometu. Samotný tank může hráč využít také jako krytí před nepřátelskými kulomety. Tank je užitečný na potlačení početného nepřítele nebo vojáku schovaných za zdí.

Tank je naopak bezmocný před panzerfausty, nepřátelskými tanky nebo protitankovými děly. Z bezpečné vzdálenosti je však možné zničit nepřátelský tank, zejména ten s hlavní na krátký dostřel.

## Zbraně
Některé zbraně jsou stejné jako v RtH 30, jiné jsou však zcela nové:
- Colt 45 – Pistole vhodná na krátký dostřel
- M1 Carabine – Karabina vhodná na daleký dostřel
- Thompson M1A1 – Dobrý na přestřelky z blízka
- M1 Garand – Vhodný na delší vzdálenost, na blízko není nejvhodnější
- BAR – dobrý na blízko, na dálku nevhodný, hrozně kope
- Olejnička – samopal s charakteristickým zvukem
- Kar98k s optikou – odstřelovací puška, není nejpřesnější
- FG 42 – samopal s velkou kadencí
- FG 42 s optikou – samopal s velkou kadencí a optikou, doporučená přerušovaná střelba
- Granát
- MP 40 – Podobně jako Thompson či Olejnička
- MP 44 – Podobně jako MP 40, Olejnička či Thompson
- Kar98k – Výborná puška s velkou silou, hodí se i na dálku
- Kulomet Browning – Silná palba s nekonečnem nábojů
- Kulomet MG 42 – Silná palba s nekonečnem nábojů
- Panzerfaust – spolehlivá na ničení nepřátel za zdmi a tanků
- Walther P-38 – pistole s tlumeným zvukem

## Mise

### Den D – 6. června
1. "Všude samé růže" – dostat se s Doylem a Paddockem na farmu
2. "Akce v St. Martin" – dobýt a zajistit kostel
3. "Akční hlídka ve třech" – dobýt vesnici, zachránit Corriona a zajistit Flak 88

### Den D+1 – 7. června
4. "Pekelná křižovatka" – označit shozené zásoby a vyhnat Němce z plotů

### Den D+2 – 8. června
5. "Zámek Colombieres" – dobýt zámek a zajistit ho

### Den D+7 – 13. června
6. "Krvavá rokle" – obejít Kopec 30 a zničit německé posily

### Den D+8 – 14. června
7. "Nucené vyklízení" – dobýt nádraží
8. "Blízká setkání" – zničit zbytek Němců v Carentanu

### Den D+9 – 15. června
9. "Baupte" – dobýt Baupte
10. "Peklo v živých plotech" – zničit Němce v živých plotech a zničit Flak 88

### Den D+10 – 16. června
11. "Útok na továrnu" – zajistit továrnu
12. "Vojáci Ameriky, část 1." – dobýt polovinu St. Sauveur
13. "Vojáci Ameriky, část 2." – dobýt zbytek St. Sauveur a označit místo pro posily